# Acianthera pazii
Acianthera pazii é uma espécie de orquídea (Orchidaceae) que existe na Colômbia, antigamente subordinada ao gênero Pleurothallis.

## Publicação e sinônimos
- Acianthera pazii Luer, Selbyana 30: 2 (2009).